# Álvaro de Ataíde, capitão das Molucas
D. Álvaro de Ataíde (c. 1540 - depois de 1574) foi um militar português do século XVI, que exerceu o cargo de capitão das Molucas, entre 1571 e dezembro de 1574.

## Biografia
Era filho de outro D. Álvaro de Ataíde (filho natural do senhor da Castanheira, Povos e Cheleiros, também chamado Álvaro de Ataíde), com Helena de Castro, filha de Jorge Dias, escrivão da fazenda do Cardeal D. Afonso de Portugal, filho do rei D. Manuel I.
Fez toda a sua carreira miltar na Ásia portuguesa.  
Em 1571, seria nomeado para o cargo de capitão das Molucas. Governou com sede em Ternate, onde os portugueses haviam erigido um Forte, desde o ano de 1522. 
Exerceu o cargo até dezembro de 1574, sendo substituído por Nuno Pereira de Lacerda. 
Foi assim o penúltimo governador português das ilhas Molucas a exercer o seu cargo a partir de Ternate, antes de a capital ter sido transferida para Tidore.
A família de D. Álvaro continuaria a prestar relevantes serviços à coroa portuguesa no Oriente, nomeadamente através do seu filho, Estêvão de Ataíde, governador e defensor de Moçambique contra os ataques holandeses, entre 1607 e 1609.

## Casamento e descendência
Casou com Jerónima de Castro do Canto, filha de António Pires do Canto (1511 - 1572), provedor das armadas e naus da Índia, na ilha Terceira, por alvará de 26 de março de 1560 e de sua mulher, D. Catarina de Castro, com geração, nomeadamente:
- D. Estêvão de Ataíde, duas vezes capitão-general e governador de Moçambique (a primeira vez, de 1607 a 1609 e a segunda vez, de 1611 a 1612), casado, com geração, com D. Mariana de Noronha.